# Studebaker Lark
De Studebaker Lark was een productlijn van personenauto's uit de middenklasse die door de Amerikaanse autoconstructeur Studebaker aangeboden werd van 1959 tot 1966.
Bij zijn introductie in 1959 was de Lark een product van de Studebaker-Packard Corporation. Medio 1962 veranderde het bedrijf zijn naam terug in de Studebaker Corporation. De Lark werd ook door de Canadese dochteronderneming Studebaker of Canada Ltd. gebouwd. Daarnaast werden de auto's ook geëxporteerd over de hele wereld als afgewerkte exemplaren of als knock-down kits die vervolgens in een lokale fabriek geassembleerd werden.
De Lark modellijn vertegenwoordigde het grootste deel van de Studebakerproductie na 1958 en werd in veel grotere hoeveelheden verkocht dan de Hawk en de Avanti. Vanaf begin 1963 verdween de naam Lark geleidelijk en tegen 1964 werden de Lark-modellen verkocht onder de naam Commander, Daytona en Cruiser.

## Ontwikkeling
Toen de Lark werd ontworpen werkte de Studebaker-Packard Corporation samen met de Curtiss-Wright Aircraft Company. Studebaker-Packard was al enkele jaren verlieslatend en besliste met de Lark om de markt van luxewagens te verlaten en een nieuwe middenklasser te bouwen in de hoop om zo het bedrijf te redden.

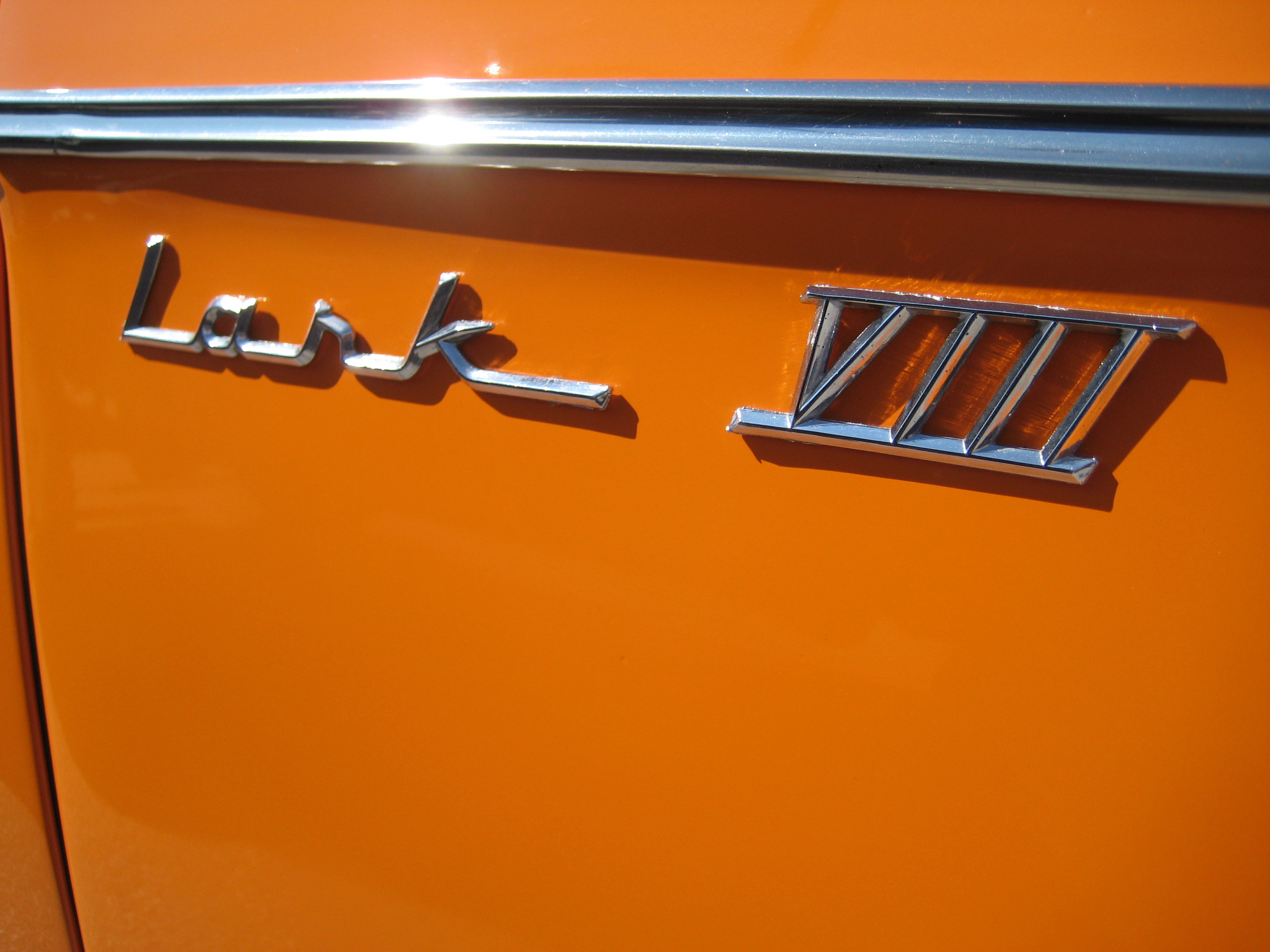

De Lark maakte handig gebruik van het carrosserieontwerp van de grote Studebakers uit de vroege jaren '50. Door de overhang voor- en achteraan te verkleinen en de wielbasis ter hoogte van de voorvleugels in te korten, bood de wagen nog steeds plaats aan zes inzittenden met hun bagage.
Er waren twee series beschikbaar: de Lark VI en de Lark VIII. Deze aanduidingen gaven aan of de wagens met een zescilinder- of een achtcilindermotor uitgerust waren. Beide series waren verkrijgbaar in het "Deluxe" en "Regal" uitrustingsniveau.
Met een eenvoudig radiatorrooster, minimaal en smaakvol gebruik van chroom en strakke lijnen onderscheidde de Lark zich van zijn langere en bredere concurrenten die door de "Grote Drie" (GM, Ford en Chrysler) werden aangeboden. Met de Scotsman uit 1957 had Studebaker immers al bewezen dat er een markt was voor minder flitsende auto's.

## Eerste generatie (1959-1961)
De eerste generatie omvatte een twee- en vierdeurs sedan, een tweedeurs coupé en een tweedeurs stationwagen. Afgezien van de Rambler-lijn van AMC bood de Lark het meest complete aanbod van middenklassemodellen op de Amerikaanse markt.
Aanvankelijk verkochten de Lark-modellen goed omdat Studebaker overeenkomsten had gesloten met enkele van de "Grote Drie"-dealers die nog geen middenklassers konden aanbieden. Toen alle grote fabrikanten vanaf 1961 zelf middenklassers begonnen te produceren werden de dealers gedwongen om hun Studebaker-agentschappen op te geven.
Het aanbod werd in 1960 uitgebreid met een cabriolet en een vierdeurs stationwagen. Op basis van de langere wielbasis van de stationwagen werd ook een taxiversie van de Lark gebouwd: de "Econ-O-Miler". Deze langere wielbasis zorgde voor extra beenruimte op de achterbank, wat niet onbelangrijk was voor een taxi.
In 1961 werd een nieuwe vierdeurs sedan, de Cruiser, geïntroduceerd. Deze had een 115 mm langere wielbasis en deed meer denken aan de Studebakers met lange wielbasis zoals de Land Cruiser uit de late jaren '40 en vroege jaren '50. De sedans en de coupé konden voortaan ook geleverd worden met een stoffen vouwdak, de zogenaamde Skytop.
Van 1959 tot 1960 was de Lark verkrijgbaar met een 2,8-liter zescilindermotor met zijkleppen of met een 4,2-liter V8-motor. Een V8 Lark accelereerde van 0 naar 100 km/u in ongeveer 10 seconden, wat vergelijkbaar was met veel grotere auto's uit die tijd. Vanaf 1961 was optioneel ook de 4,7-liter V8-motor uit de Hawk verkrijgbaar en vanaf 1963 konden de krachtige "Serie R"-motoren geleverd worden, sommige zelfs uitgerust met Paxton-superchargers die tot 246 kW (335 pk) ontwikkelden.
Ondanks enkele verbeteringen, waaronder een nieuw inlaatsysteem, een zescilindermotor met kopkleppen, een vernieuwd stuursysteem en diverse stylingveranderingen daalde de verloop van de Lark sterk in 1961 toen de grotere Amerikaanse autofabrikanten hun eigen middenklassers begonnen aan te bieden die moderner waren dan de stilaan verouderde Lark.

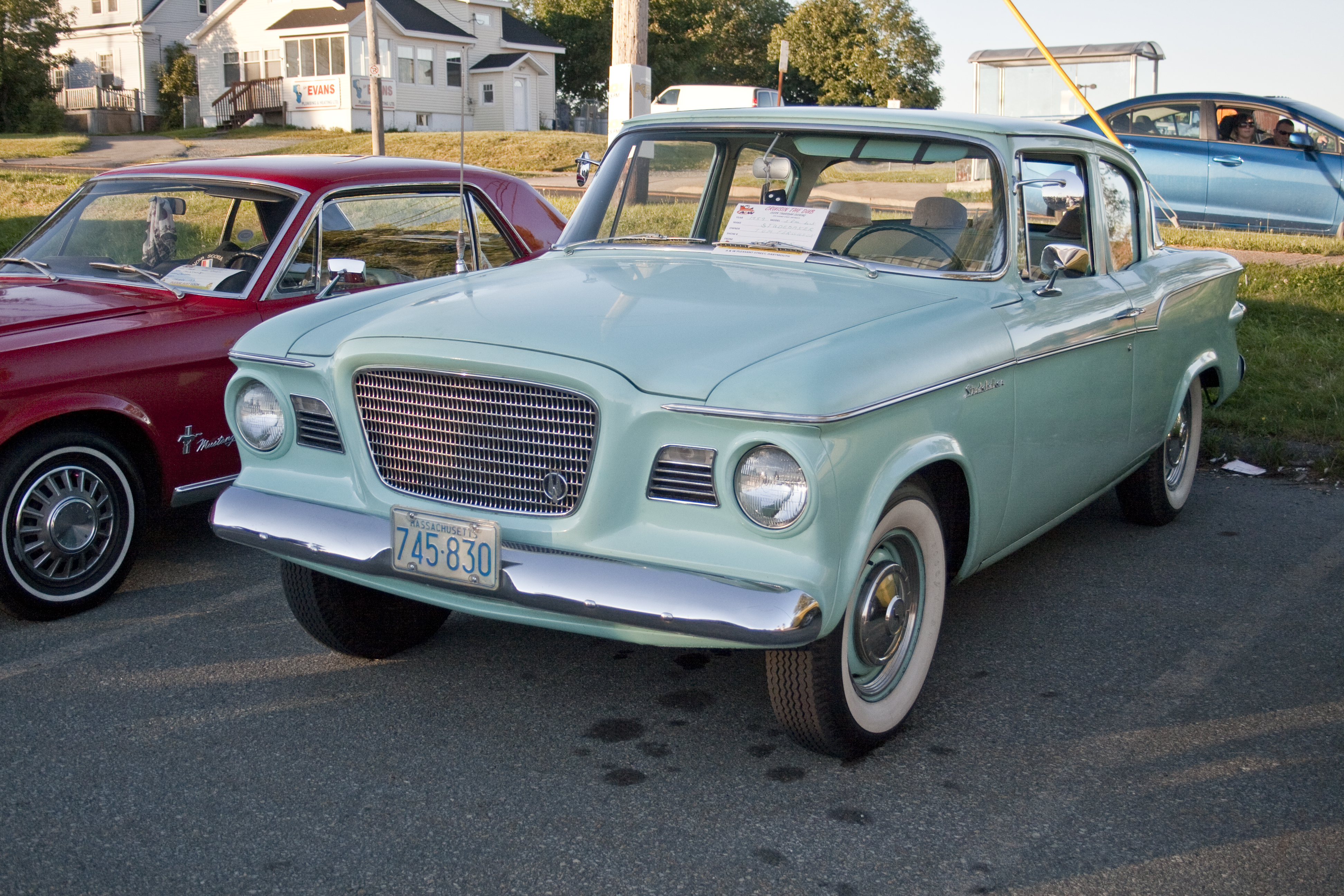
Lark tweedeurs sedan (1959)
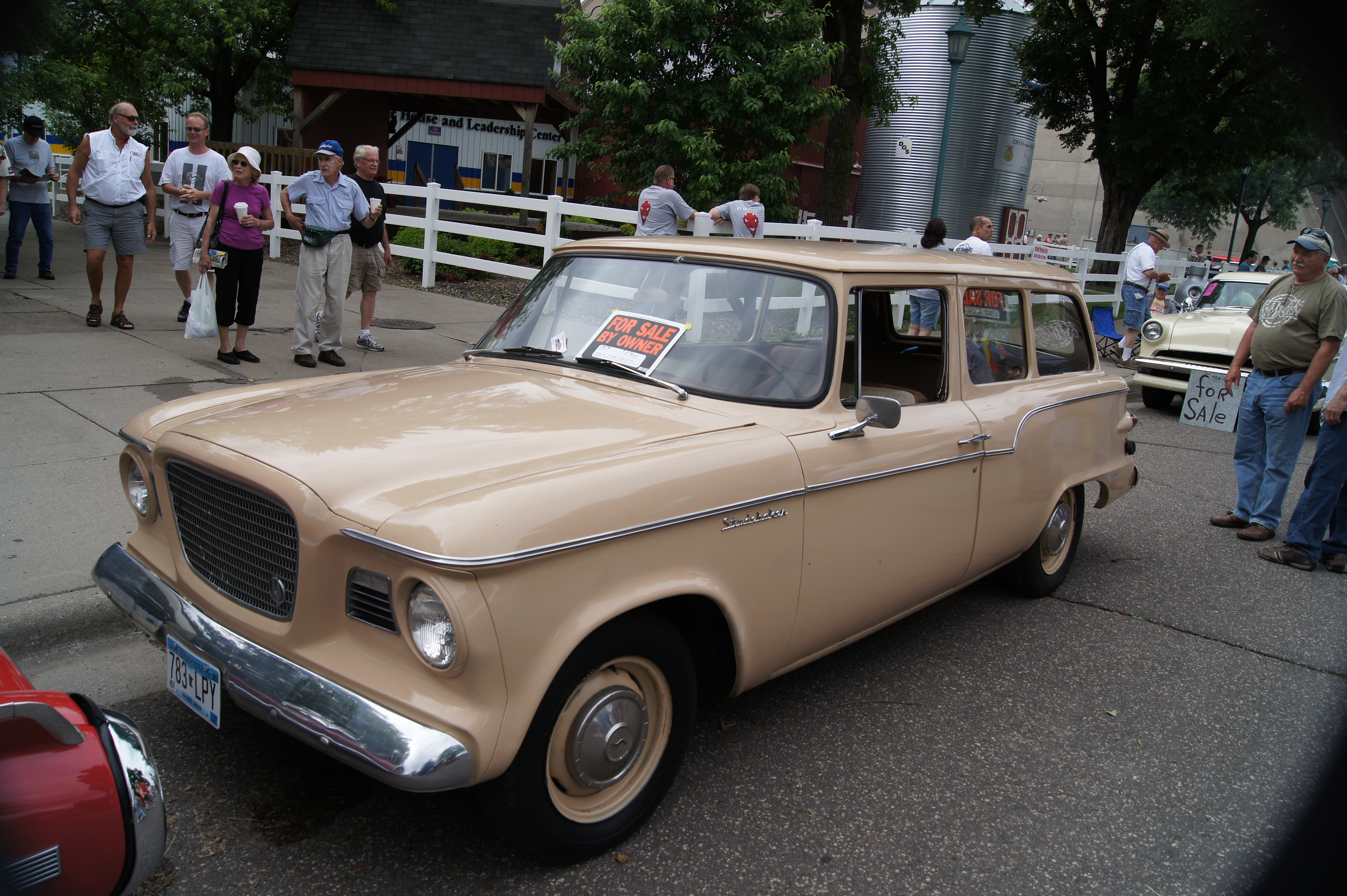
Lark tweedeurs stationwagen (1959)
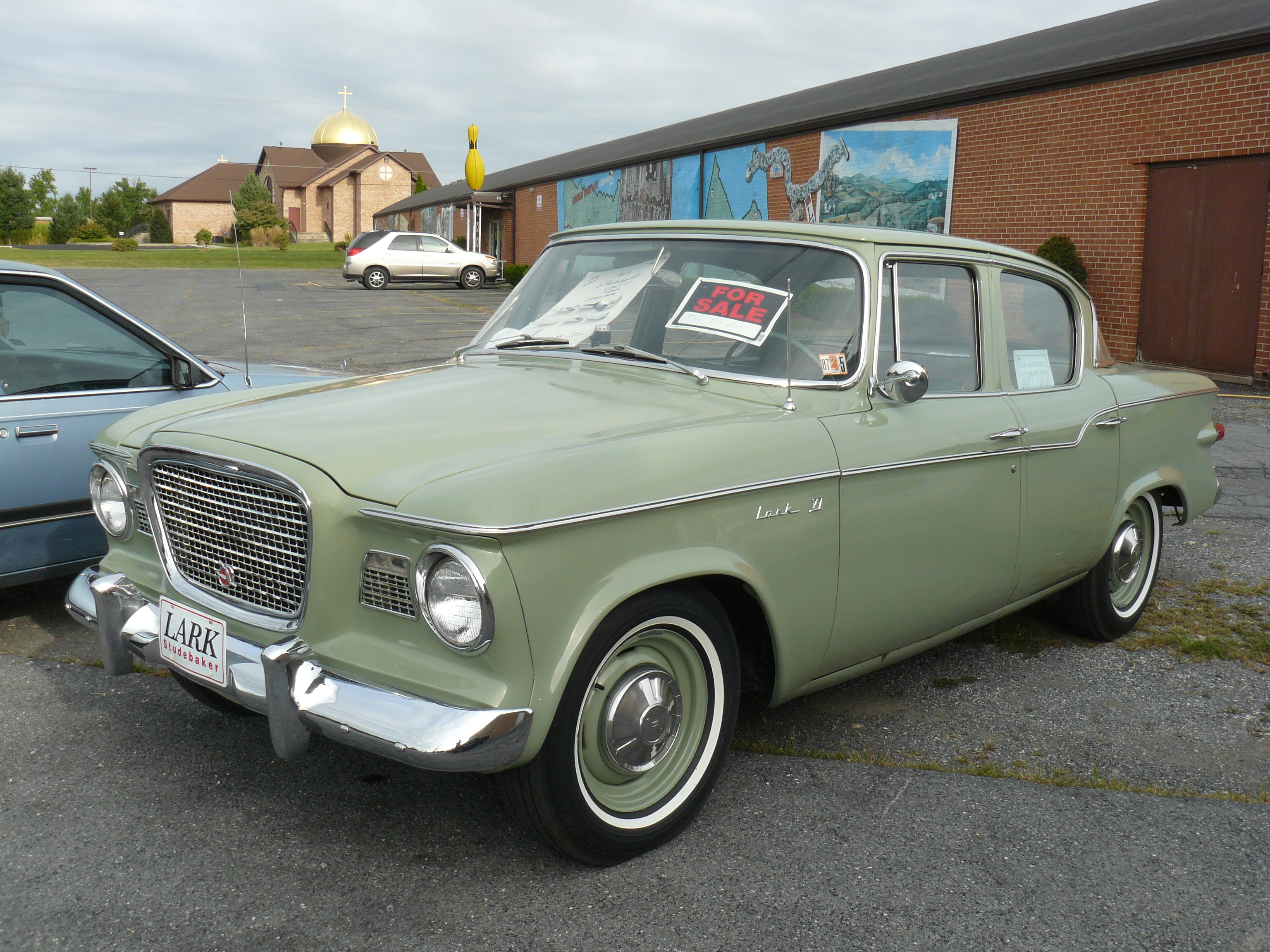
Lark VI vierdeurs sedan (1960)
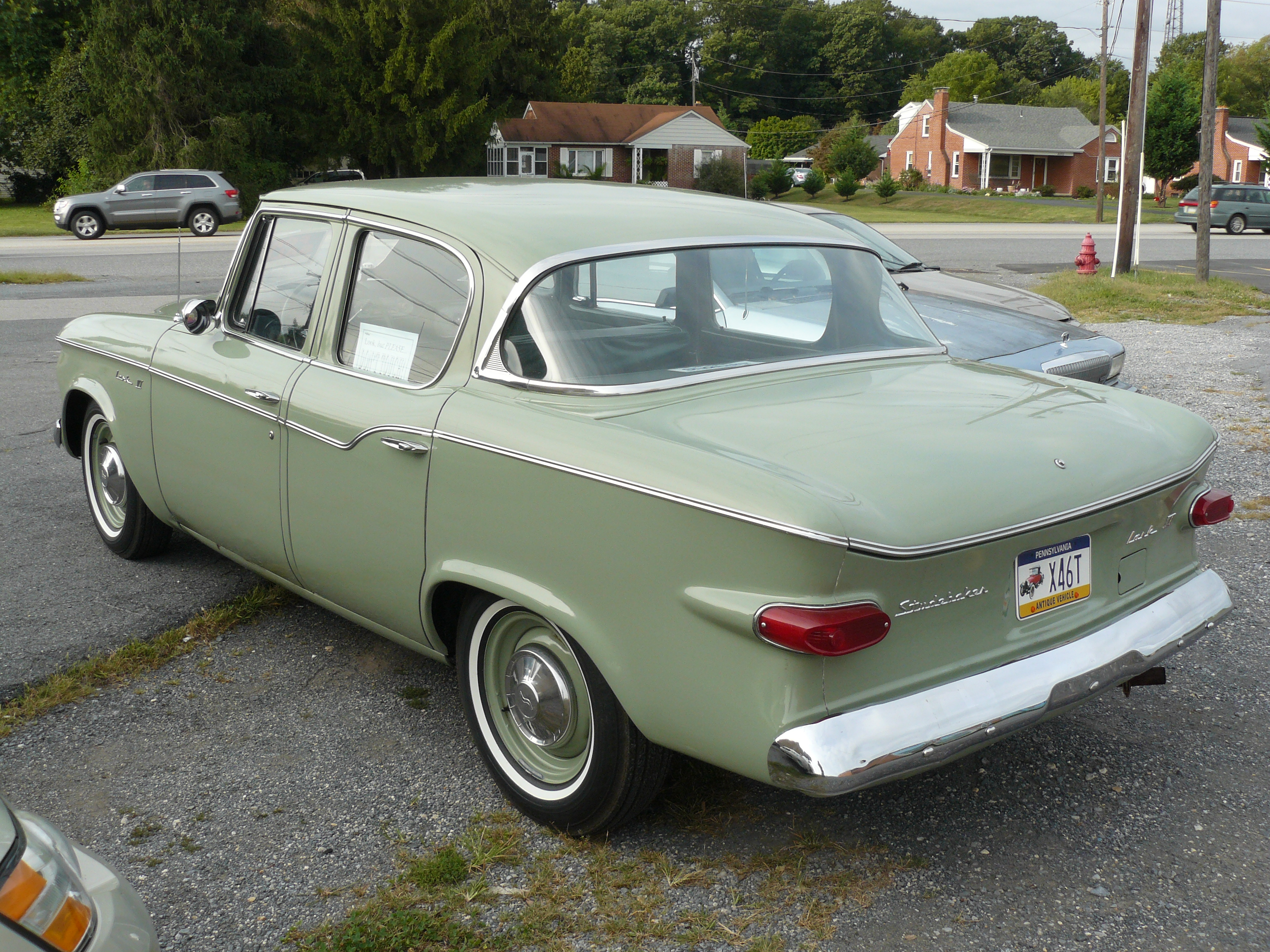
Lark VI vierdeurs sedan (1960), achteraanzicht
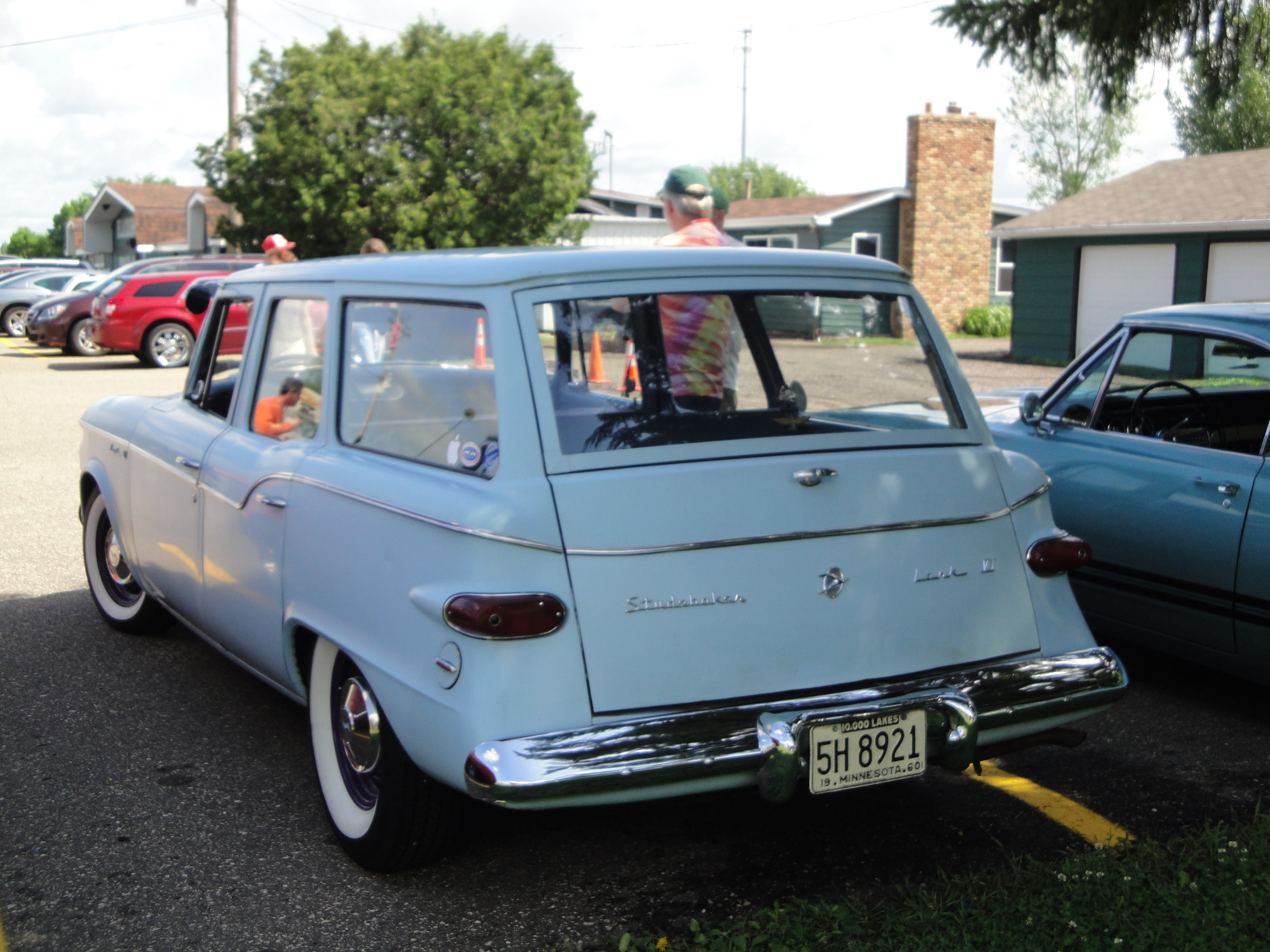
Lark VI vierdeurs stationwagen (1960), achteraanzicht
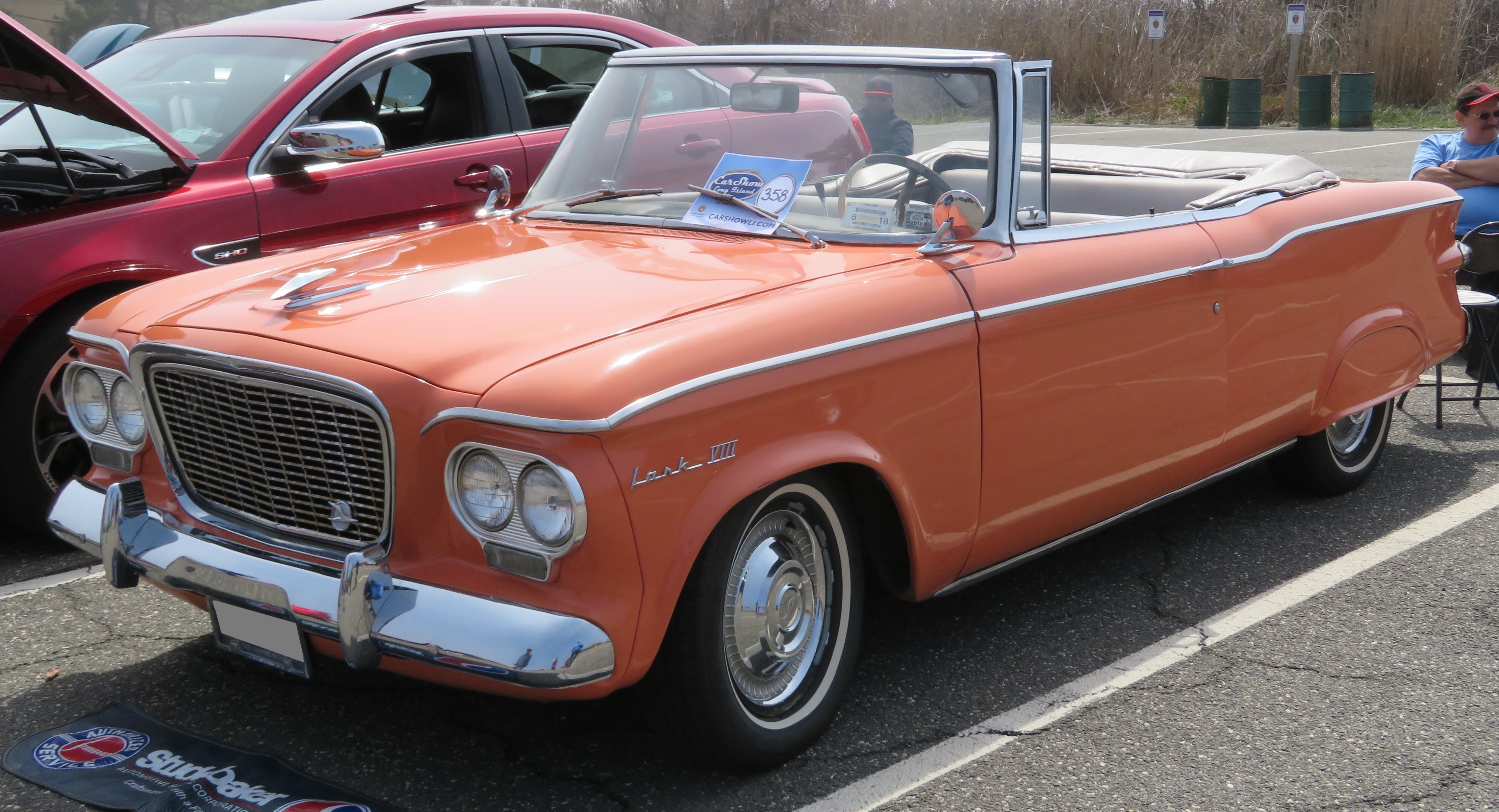
Lark VIII cabriolet (1961)
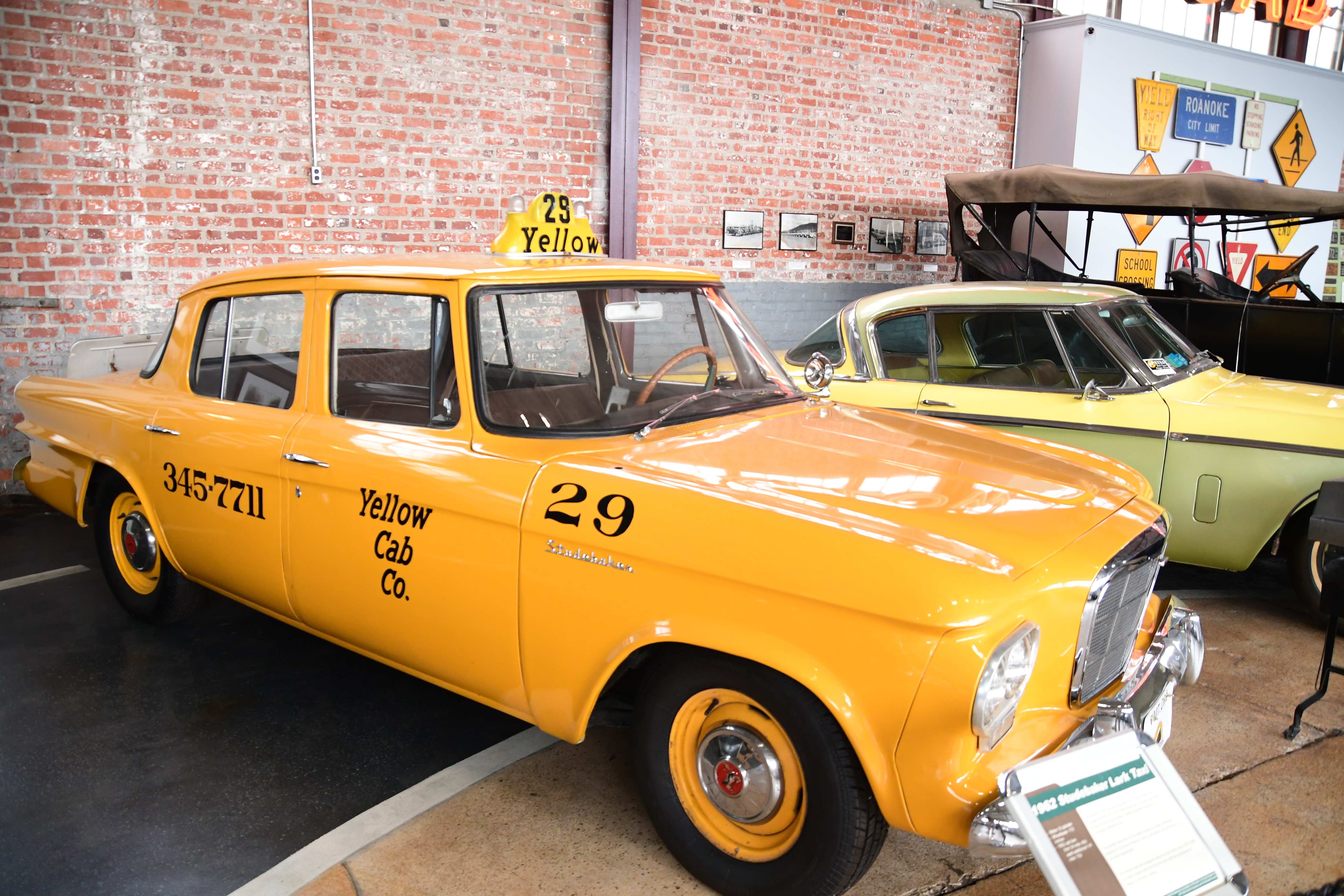
Econ-O-Miler taxi op basis van de Lark

## Tweede generatie (1962-1963)
In een poging om de dalende verkoopcijfers te keren kreeg de Lark in 1962 een facelift. Industrieel ontwerper Brooks Stevens slaagde erin om met een minimaal budget de carrosserie achteraan te verlengen en de wagen een gemoderniseerd interieur te geven.
Naast de nieuwe styling introduceerde Studebaker ook het Daytona-uitrustingsniveau en speelde daarmee handig in op de toenemende populariteit van kuipzetels en middenconsoles in de vroege jaren '60. Nadat de Cruiser in 1961 de best uitgeruste sedan werd, verving de nieuwe Daytona het Regal-uitrustingsniveau op de coupé en cabriolet als topuitrusting.
Door de facelift trok de verkoop weer aan met meer dan 90.000 geproduceerde exemplaren, aanzienlijk meer dan in 1961. Het enige model dat in 1962 geschrapt werd was de tweedeurs stationwagen die in populariteit was gedaald sinds de introductie van de vierdeurs stationwagen in 1960.
In 1963 gaf Stevens de Lark opnieuw een facelift. De panoramische voorruit verdween en de carrosserie kreeg dunnere deur- en dakstijlen, wat de wagen een veel moderner ogend uitzicht gaf. Het interieur bevatte een volledig nieuw dashboard, maar de ontwerpers waren er niet in geslaagd om de airconditioning te integreren: die hing nog steeds als een grote bak onder het dashboard.
Nog in 1963 introduceerde Studebaker de nieuwe Wagonaire stationwagen met schuifdak. Na meldingen van waterlekkage die veel van de vroege exemplaren teisterde bracht Studebaker halverwege het jaar een versie van de Wagonaire met een vast dak op de markt.
Medio 1963 introduceerde Studebaker de Standard-serie, een uitgeklede versie van de Lark in de trant van de Scotsman uit 1957. Hoewel het duidelijk een Lark was droegen de wagens uitsluitend Studebaker-emblemen. De carrosserie had geen sierelementen en het interieur was sober uitgevoerd. De Standard was voornamelijk bedoeld voor bedrijven met een wagenpark.
Op technisch vlak werden Bendix-schijfremmen aangeboden die de remkracht van de auto's aanzienlijk verbeterden. Het bestaande zescilinder- en V8-motorengamma werd uitgebreid met de atmosferische "R1" en de supercharged "R2" V8-motoren uit de Avanti. Klanten konden bij deze motoren ook het "Super Perfomance Package" bestellen dat een aantal hoogwaardige opties toevoegde om de wagens niet alleen sneller maar ook beter te laten rijden. Auto's die uitgerust waren met dit pakket werden "Super Larks" genoemd.

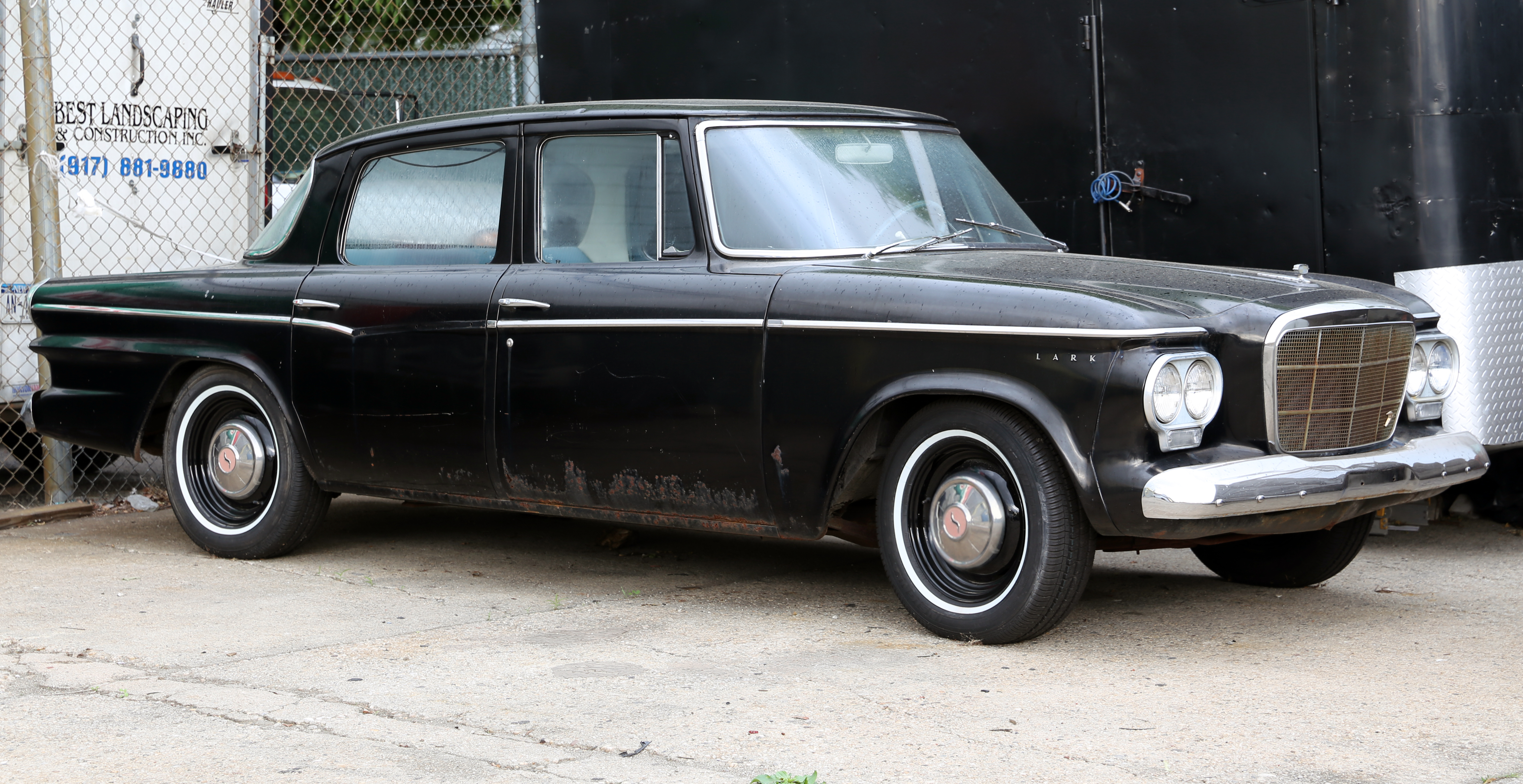
Lark vierdeurs sedan (1962)
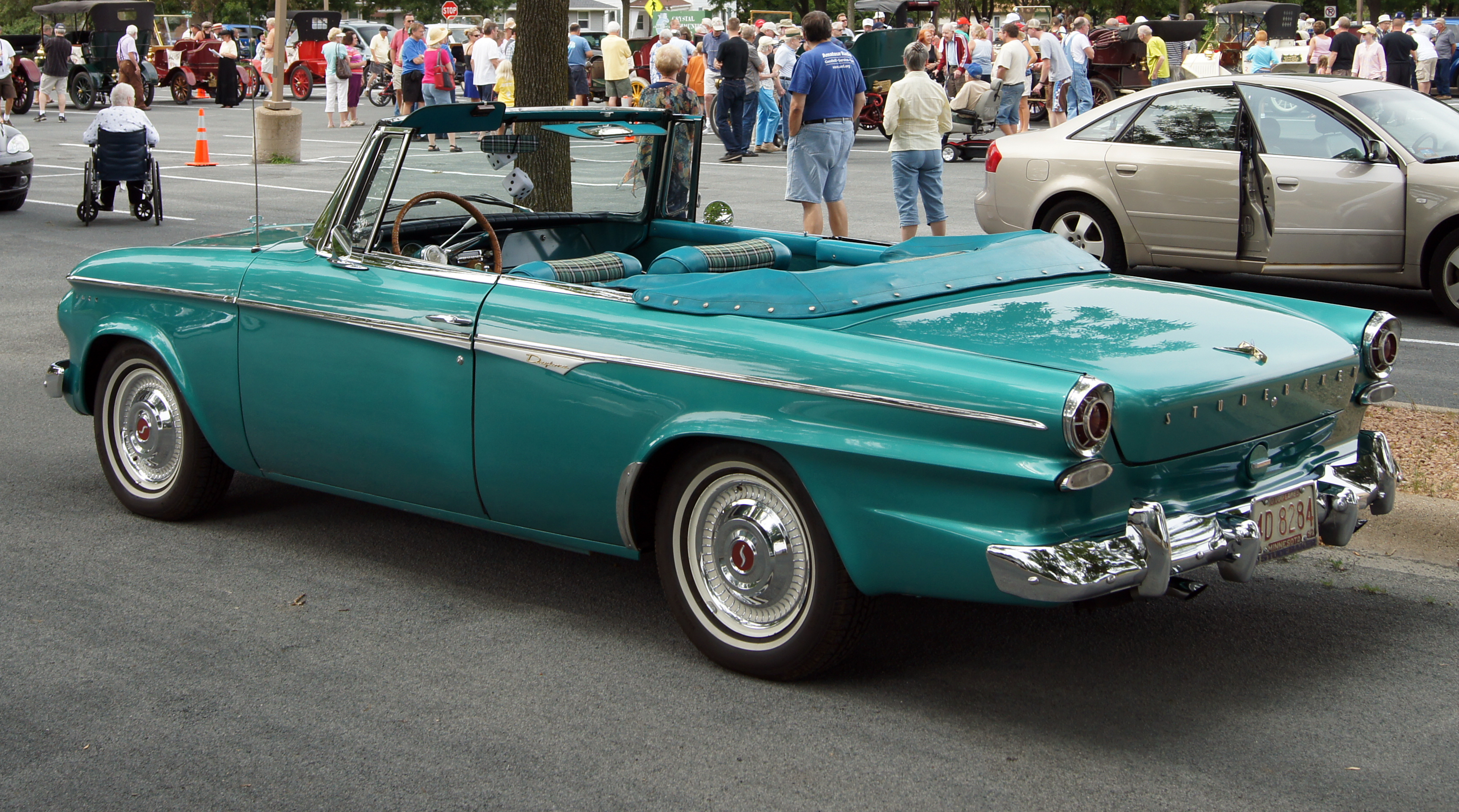
Lark Daytona cabriolet (1962), achteraanzicht
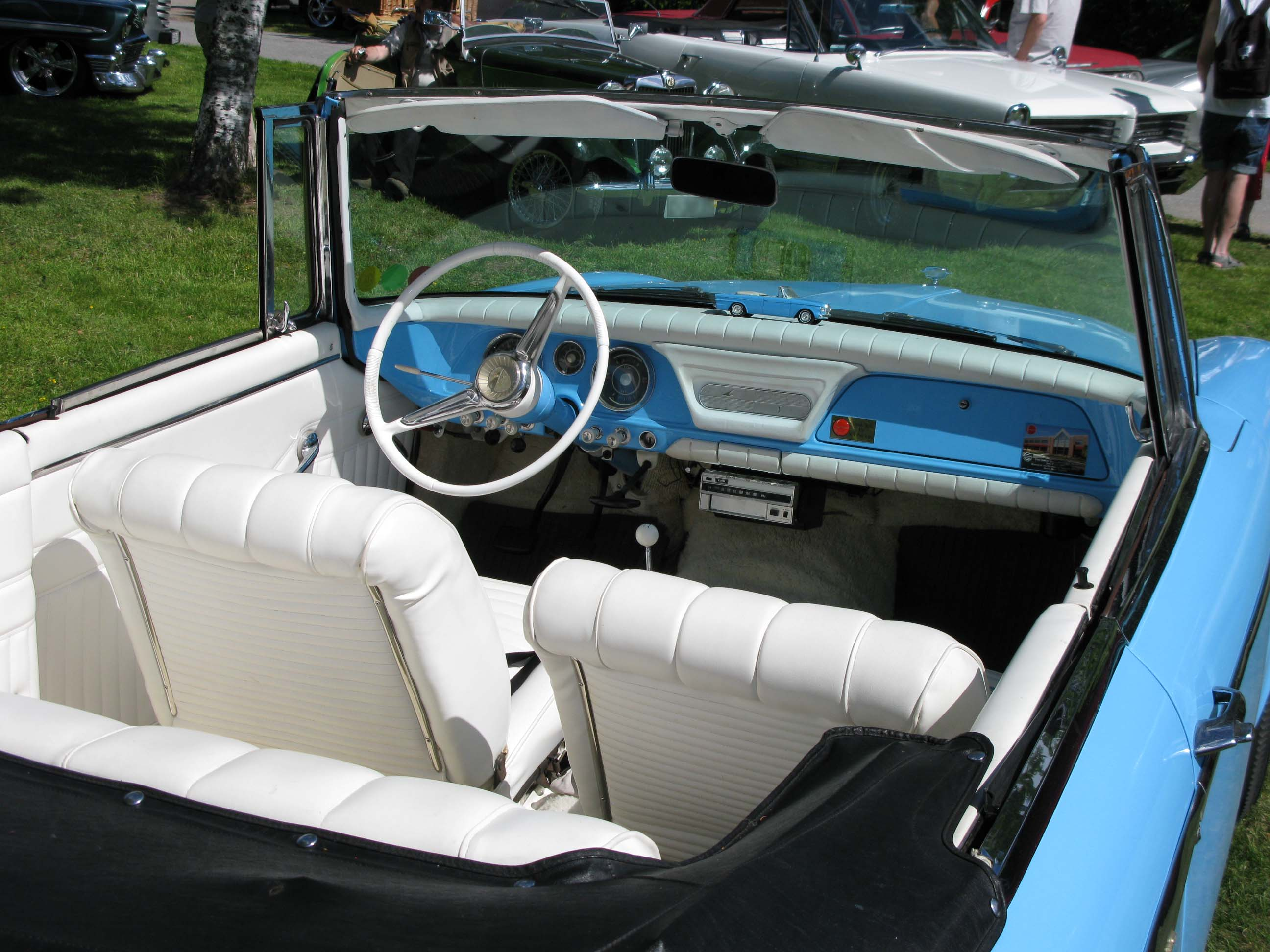
Lark Daytona cabriolet (1962), interieur
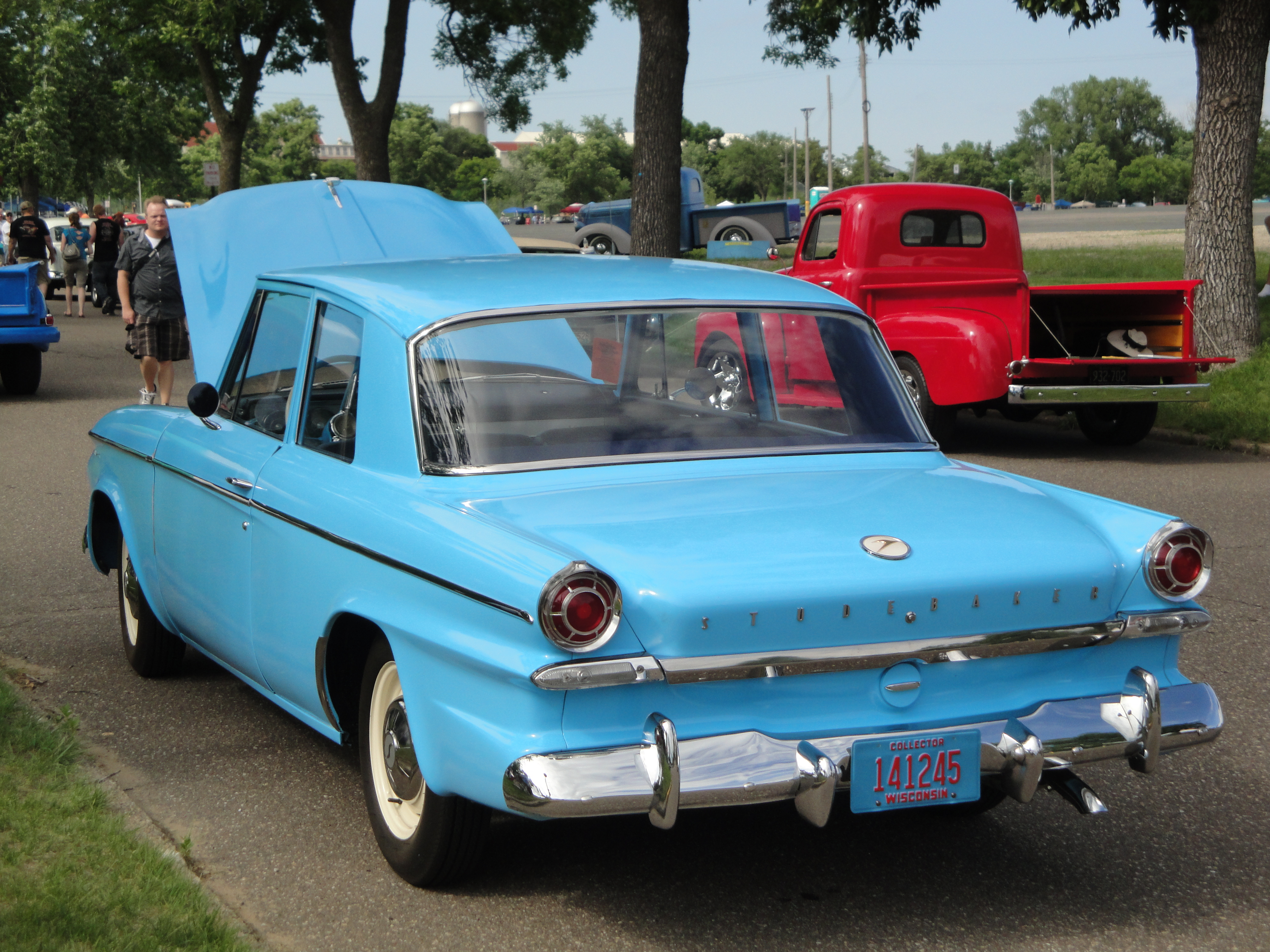
Lark tweedeurs sedan (1963), achteraanzicht
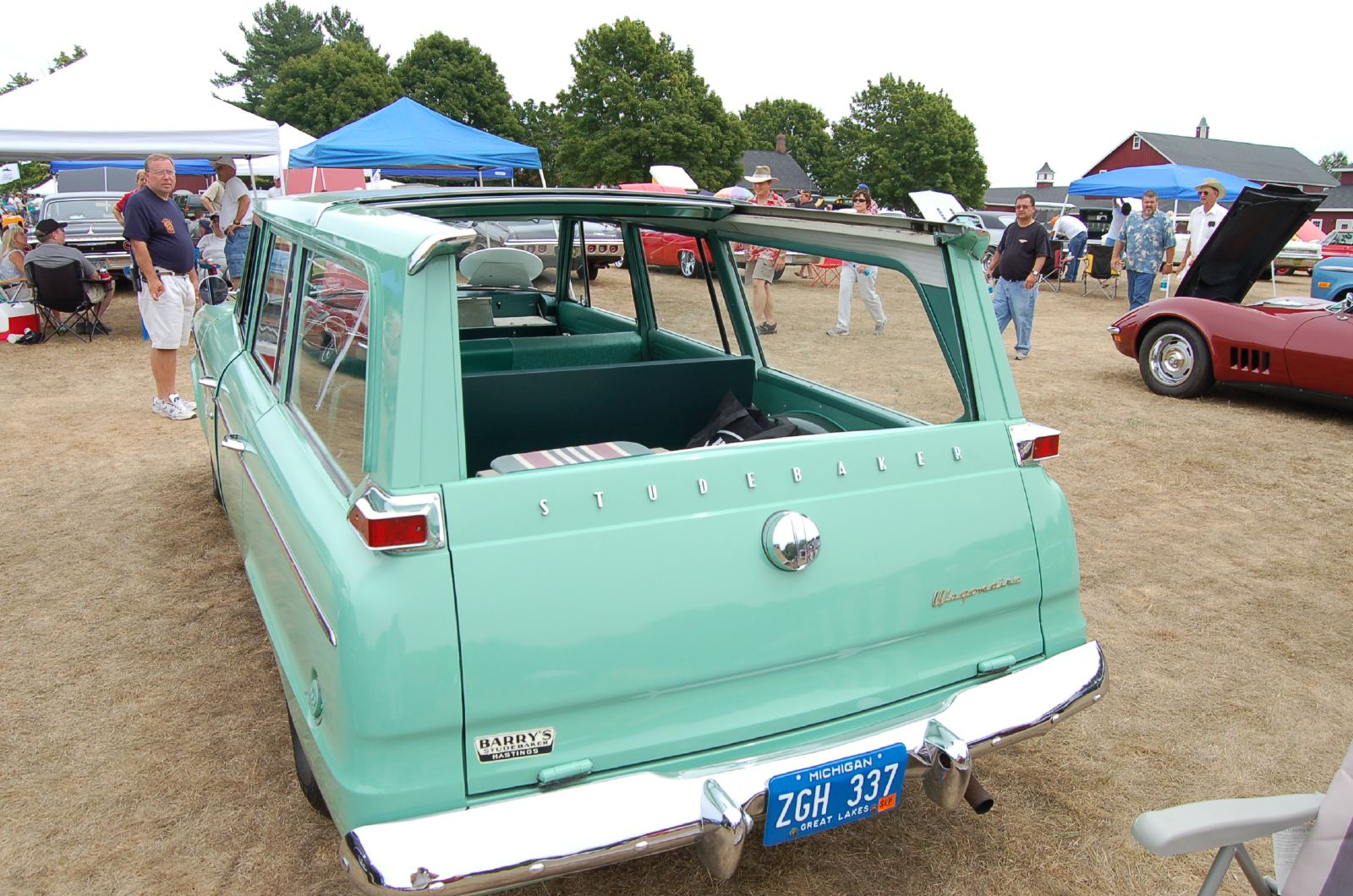
Wagonaire (1963), achteraanzicht met het schuifdak geopend

## Derde generatie (1964-1966)
Studebaker gaf Stevens de opdracht om door te gaan met de modernisering van de Lark, wat in 1964 resulteerde in een uitgebreidere maar nog steeds goedkope facelift. De wagens kregen een nieuw radiatorrooster en vierkante koplampomlijstingen. Stevens vlakte de motorkap, daklijn en kofferklep af en hertekende de achterkant om er nieuwe horizontale achterlichten in te kunnen monteren. De zijpanelen die in 1962 geïntroduceerd waren bleven behouden aangezien ze nog steeds bij de nieuwe look pasten.
De facelift viel samen met het plan om de naam Lark volledig uit te faseren. De Standard-serie werd omgedoopt tot Challenger, terwijl de naam Commander het Regal-uitrustingsniveau verving. De Daytona-serie kreeg er een vierdeurs sedan bij en de Cruiser bleef het topmodel. Alle modellen behalve de Cruiser boden een Wagonaire aan.
De Challenger en Commander werden standaard geleverd met enkelvoudige koplampen. Het was van 1961 geleden dat een op de Lark gebaseerd voertuig enkelvoudige koplampen had. Dubbele koplampen werden wel tegen meerprijs aangeboden.
Het interieur werd slechts licht aangepast, met kleine wijzigingen in de bekleding, de opening van het handschoenkastje en de positie van de snelheidsmeter. In 1966 werd als optie een 3,8-liter "McKinnon" zescilindermotor met 104 kW (140 pk) aangeboden. Aanvankelijk was die alleen leverbaar in combinatie met een automatische versnellingsbak, later ook met een handgeschakelde versnellingsbak.

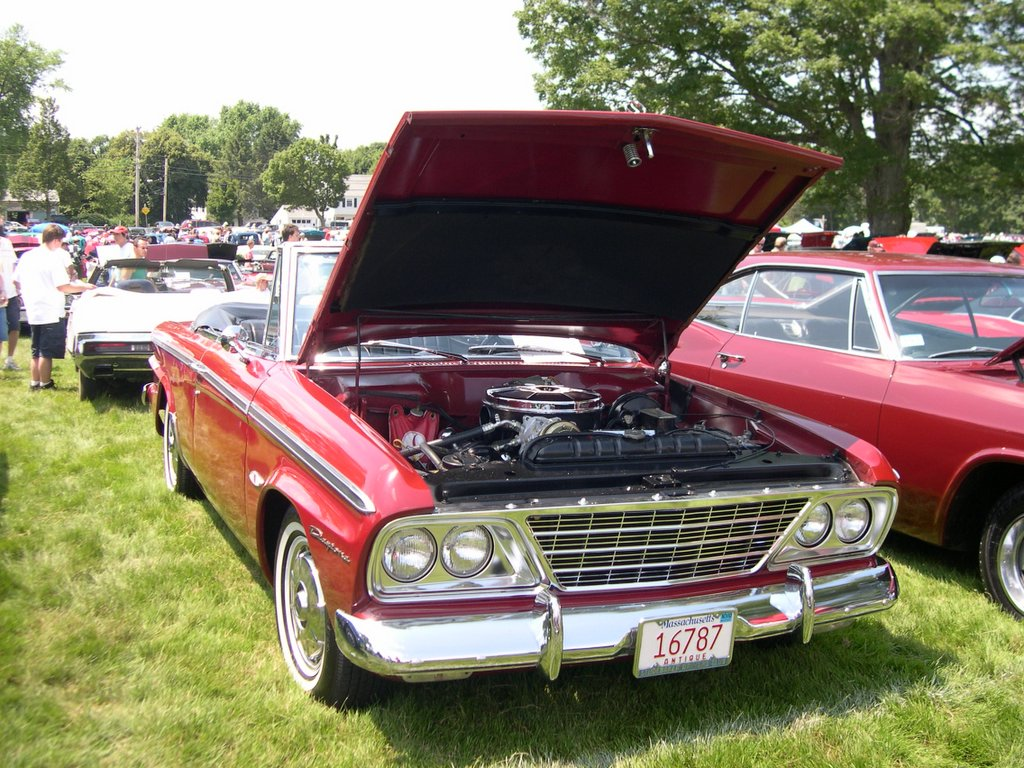
Daytona cabriolet (1964)
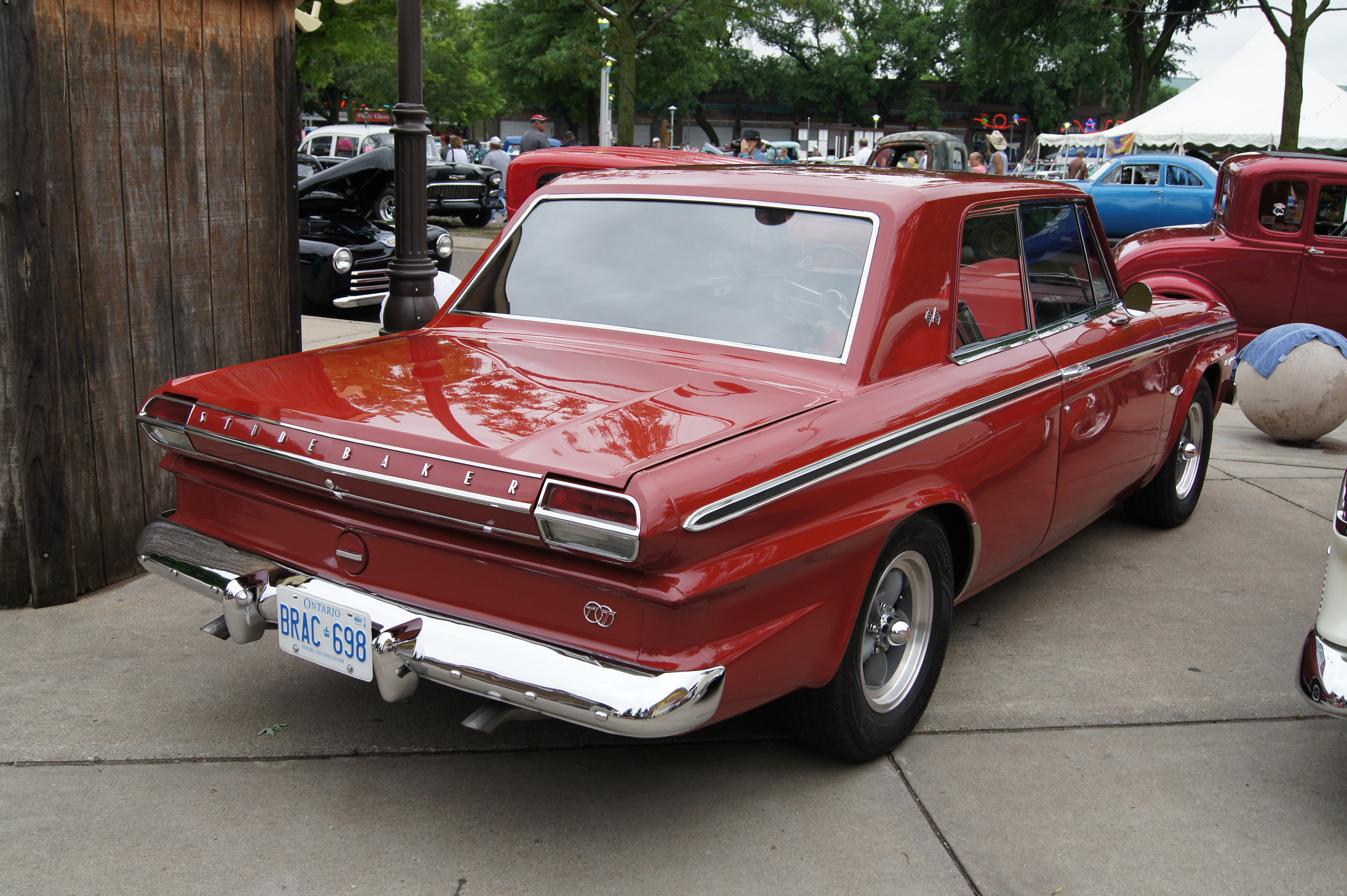
Lark tweedeurs sedan (1964), achteraanzicht
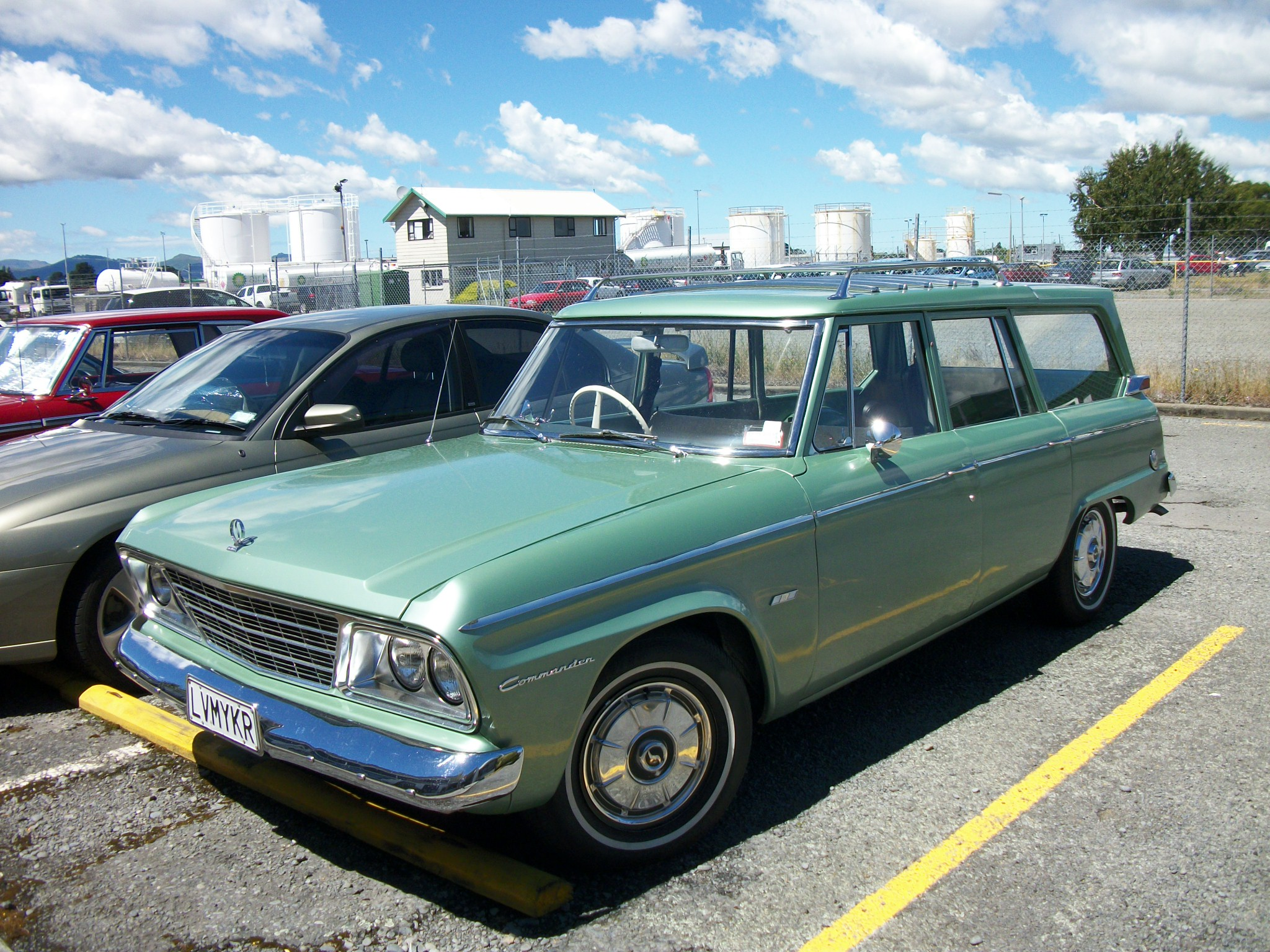
Commander Wagonaire (1964)
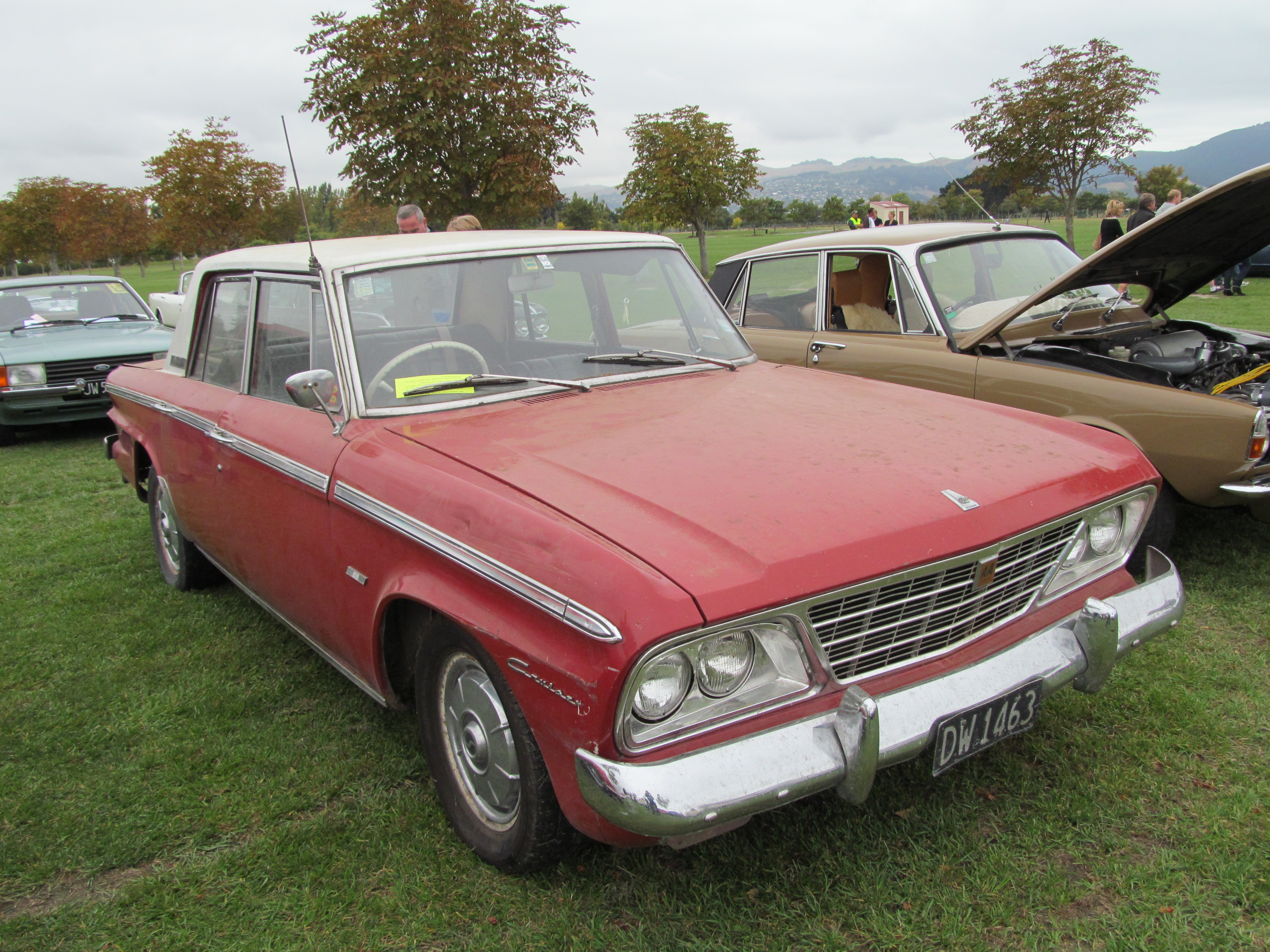
Cruiser vierdeurs sedan (1965)
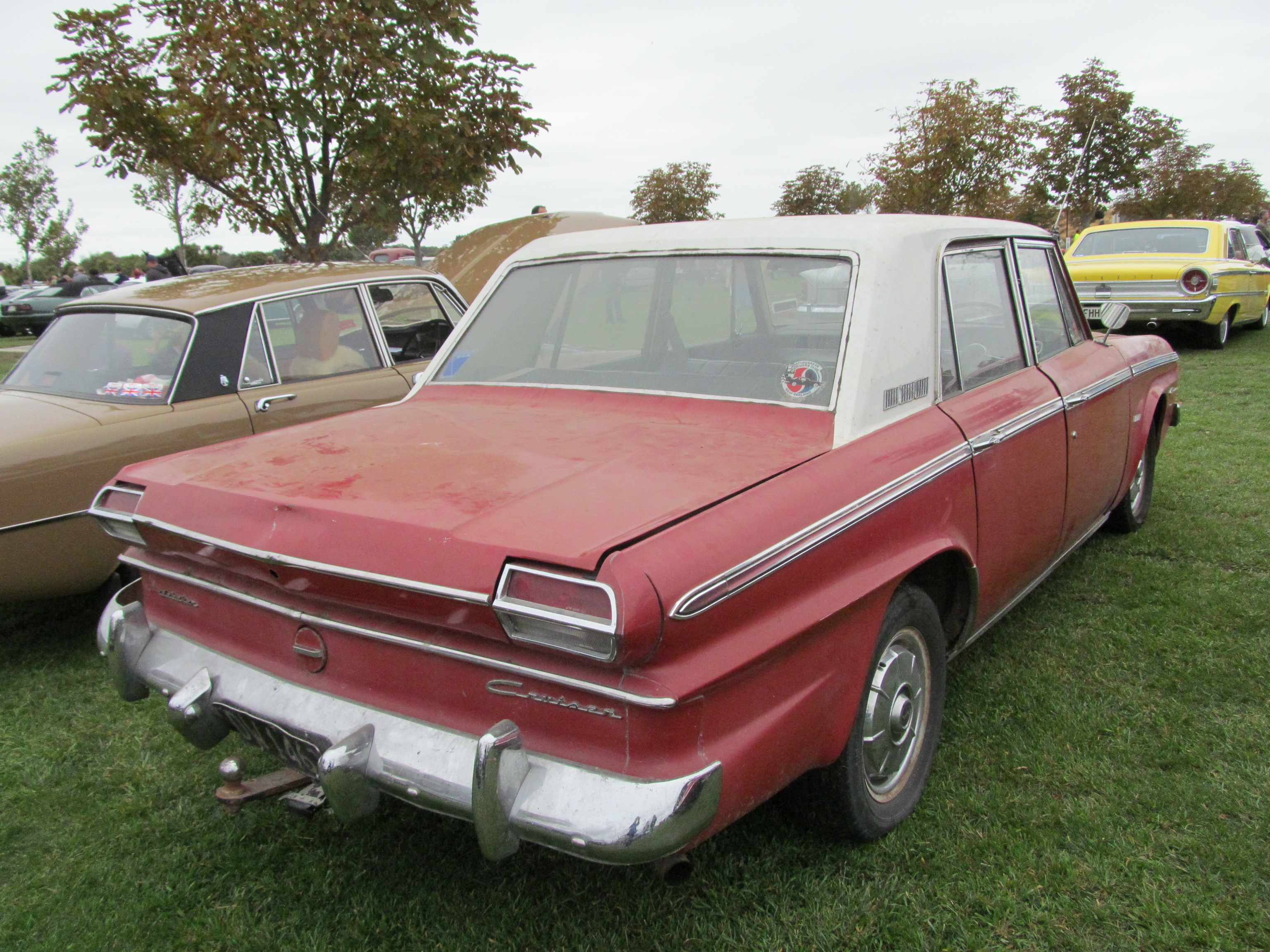
Cruiser vierdeurs sedan (1965), achteraanzicht

## Einde van de productie
Ondanks alle inspanningen bleven de verkoopcijfers van Studebaker dalen. De facelifts en de introductie van nieuwe modellen zoals de Wagonaire konden deze trend niet ombuigen. Zelfs het aanbod van krachtige "Serie R"-motoren en prestatiepakketten hielp niet.
In het najaar van 1963 besloot de directie van Studebaker om de auto-industrie te verlaten, maar dit moest langzaam en methodisch gebeuren om schadeclaims van ontevreden handelaren te vermijden. Op 9 december 1963 werd de sluiting van de fabriek in South Bend (Indiana) aangekondigd. Het laatste Lark-gebaseerde exemplaar, een Daytona, verliet er de assemblagelijn op 20 december 1963.
Na de sluiting van South Bend werd de productie nog een tijdlang voortgezet in de Canadese fabriek van Studebaker in Hamilton (Ontario). Aanvankelijk bleven de motoren uit de fabriek in South Bend komen, maar toen de gieterij in South Bend in mei 1964 haar deuren sloot moest Studebaker op zoek naar een nieuwe motorleverancier en belandde zo bij de op Chevrolet gebaseerde "McKinnon" 3,2-liter zescilinder en de 4,6-liter V8-motor die door de Canadese fabrieken van GM geproduceerd werden. Studebaker koos echter niet voor bijbehorende GM-transmissies maar bleef werken met transmissies van BorgWarner, die mits enkele kleine aanpassingen aan de McKinnon-motoren verder konden gebruikt worden.
De verkoop bleef echter verder dalen, in 1965 werden er minder dan 20.000 exemplaren gebouwd. Sommigen schreven dit toe aan het feit dat de Canadese fabrieken niet elk jaar van styling veranderden, anderen vonden dat de Canadese Studebakers met GM-motoren geen echte Studebakers meer waren.
In 1966 viel uiteindelijk de beslissing dat ook in Canada de autoproductie zou gestopt worden. De laatste Studebaker, een Cruiser vierdeurs sedan, rolde op 17 maart 1966 van de productielijn.
De Ilin-fabriek in Israël bleef de Lark nog produceren tot 1967 en had zelfs plannen om met een uitgebreide facelift de productie verder te zetten, los van het moederbedrijf.

## De laatste exemplaren

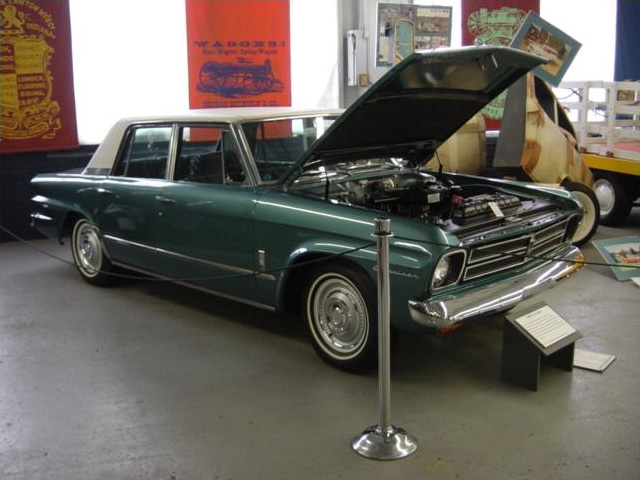
De laatste Studebaker: een Canadese vierdeurs Cruiser sedan

Zowel de laatste auto die in South Bend geproduceerd werd als de laatste Canadese auto bestaan nog steeds en bevinden zich in het Studebaker National Museum in South Bend.
De laatste in de VS gebouwde Studebaker, een tweedeurs Daytona hardtop in bordeauxrood, werd door het bedrijf bijgehouden in plaats van geleverd te worden aan de dealer in Pennsylvania die de wagen besteld had. De wagen heeft slechts 48 km op de teller.
De laatste Canadese auto, een appelblauwzeegroene vierdeurs Cruiser sedan, werd geleverd aan de Parts and Service Division van Studebaker in South Bend. Na enkele duizenden kilometers belandde de wagen in het fabrieksmuseum en werd hij volledig gerestaureerd.

## Speciale Lark-modellen
De bekende Italiaanse autodesigner Pietro Frua heeft in 1960 een zeer klein aantal Larks omgebouwd. Van twee vierdeurs sedans is bekend dat ze nog steeds bestaan, maar beide hebben een grondige restauratie nodig. De Frua Larks, die de naam Studebaker Italia kregen, werden gekenmerkt door hun strakke lijnen en grote glaspartijen. De serieproductie zou plaatsvinden bij Carrosserie Italsuisse, maar de geplande 1000 exemplaren zijn er nooit gekomen.
Daarnaast ontwierp de Amerikaanse designer Brooks Stevens verschillende conceptauto's op basis van het Lark-chassis. Drie van deze auto's, een vierdeurs sedan met zelfmoordportieren, een stationwagen met schuifdak en een tweedeurs sportcoupé bestaan nog steeds en bevinden zich in het Studebaker National Museum.
Het versterkte X-frame chassis van de Lark cabriolet werd gebruikt voor de Avanti en de door Brooks Stevens ontworpen Excalibur, die beide in beperkte aantallen geproduceerd werden lang nadat Studebaker als automerk verdwenen was. Excalibur stapte over op een op maat gemaakt chassis toen zijn voorraad Studebaker chassis opraakte. Avanti Motors bleef het basischassis gebruiken tot in het begin van de jaren '80.
De Israëlische presidentiële auto in 1964 was een speciaal ontworpen vierdeurs Lark cabriolet met verlengde wielbasis. Wegens technische problemen was de wagen echter een kort leven beschoren.